# 西南双药芒
西南双药芒（学名：Diandranthus yunnanensis）为禾本科双药芒属下的一个种。它是多年生草本植物，高80至120厘米，直径5毫米，主要分佈於云南东川、贵州花溪、四川雷波、木里和西藏海拔1500米至2500米的山坡灌丛草地。
种加词 yunnanensis 意为“云南的”。